# Stéphanie Monacká
Princezna Stéphanie Monacká (Stéphanie Marie Elisabeth Grimaldi, * 1. února 1965) je nejmladší potomek bývalého monackého knížete Rainiera III. a jeho ženy, bývalé hollywoodské herečky, Grace Kellyové, sestra současného monackého knížete Alberta II. Jednu dobu byla také zpěvačkou, modelkou a návrhářkou plaveckého oblečení. Její matka ji často nazývala svým divokým dítětem.

## Životopis
Společně se svou matkou cestovala v autě dne 13. září 1982 při autonehodě, která se kněžně nakonec stala osudnou. Kvůli zraněním, která utrpěla, ležela Stéphanie v nemocnici a nemohla se účastnit matčina pohřbu.
Poté, co se psychicky zotavila z autonehody, začala v roce 1983 pracovat u Christiana Diora pod vedením hlavního návrháře Marca Bohana, který byl přítelem její matky a princezny Caroline a obvykle je také oblékal. Brzy se stala jednou z osobností tohoto módního domu. O rok později debutovala také jako modelka, ale tato její kariéra netrvala dlouho kvůli odporu knížete Rainiera. Později uvedla také dvě své vlastní kolekce plavek.
Kariéru v módním průmyslu princezna opustila kvůli zpěvu. Na začátku roku 1986 vydala svůj první singl. Píseň Ouragan se umístila v Top 10 a prodalo se více než 5 milionů kopií. V září téhož roku vydala celé album, kterého se prodalo více než 2,5 milionu kopií. V roce 1987 nahrála píseň Young Ones Everywhere, aby podpořila UNICEF. Pokusila prorazit také ve Spojených státech, ale neúspěšně (prodalo se pouze 30 000 kopií nového alba). Natočila píseň In the Closet s Michaelem Jacksonem a svou hudební kariéru také ukončila.
Mezi jejími partnery patřilo mnoho známých mužů. Již v šestnácti letech chodila s Paulem Belmondem, synem herce Jeana-Paula Belmonda, o rok předtím se španělským zpěvákem Miguelem Bosém. Mezi její pozdější partnery patří třeba Rob Lowe, Anthony Delon (syn Alaina Delona) nebo Jean Yves Lefur.
V roce 1992 se jejím milencem stal osobní bodyguard Daniel Ducruet, se kterým má dvě děti:
- Louis Ducruet (* 26. listopadu 1992), ⚭ 2019 Marie Hoa Chevallier (* 28. prosince 1992)
- Pauline Ducruet (* 4. května 1994)

Ducrueta si vzala v roce 1995, díky tomu se jejich společné děti dostaly do následnického pořadí na monacký trůn. Již o dva roky později se ale rozvedli. Jejich vztah je i nadále přátelský, občas jsou viděni na společné dovolené se svými dětmi.
Mezi její další partnery patřili Fabien Barthez, Jean-Claude van Damme, Jean Raymond Gottlieb. Posledně jmenovaný je pravděpodobně otcem její další dcery:
- Camille Gottliebová (* 15. července 1998)

V roce 2003 se provdala za Adanse Lopez Perese, ale rozešli se již po deseti měsících manželství a krátce na to se rozvedli.

### Filantropie a mecenášství
Stéphanie je předsedkyní několika asociací, včetně Monackého centra mládeže a Centra aktivit princezny Stéphanie, a je čestnou členkou správní rady Nadace kněžny Grace – Spojené státy americké. Je také patronkou Mezinárodního cirkusového festivalu v Monte Carlu, kterého se pravidelně účastní, a Světového sdružení přátel dětí (AMADE), které v roce 1963 založila její matka. Od roku 1985 je předsedkyní Monte-Carlo Magic Grand Prix a Mezinárodního festivalu amatérského divadla. Je také předsedkyní Théâtre Princesse Grace.
V roce 2003 vytvořila svou vlastní asociaci Ženy čelí AIDS, která se v roce 2004 přejmenovala na Boj proti AIDS Monako, aby podpořila lidi žijící s HIV a bojovala proti sociálnímu stigmatu spojenému s touto nemocí. Od roku 2006 je velvyslankyní Společného programu OSN pro HIV/AIDS (UNAIDS). Ve stejném roce, spolu se skupinou zpěváků, vydala charitativní singl „L'Or de nos vies“. Dne 26. června 2010 inaugurovala za přítomnosti knížete Alberta Dům života (francouzsky: Maison de Vie) v Carpentras ve Vaucluse ve Francii, který nabízí jak psychologickou, tak materiální pomoc osobám žijícím s HIV a AIDS a jejich rodinám. Na podporu své nadace zorganizovala řadu akcí, jako jsou aukce, koncerty a galavečery.